# Ali Ben Ali
Ali Ben Ali (arabisch علي بين علي, DMG ʿAlī Bīn ʿAlī; * 23. Juli 1933 in Tunis) ist ein ehemaliger tunesischer Radrennfahrer.

## Sportliche Laufbahn
Ben Ali war Teilnehmer der Olympischen Sommerspiele 1960 in Rom. Im olympischen Straßenrennen schied er beim Sieg von Wiktor Kapitonow aus. Im Mannschaftszeitfahren kam der tunesische Vierer in der Besetzung Mohamed Touati, Bechir Mardassi, Ben Ali und Mohamed El-Kemissi auf den 27. Rang. Über sein weiteres Leben und seine sportlichen Erfolge ist nichts bekannt.